# 瀬地山敏
瀬地山 敏（せちやま さとし、1936年4月12日 - ）は、日本の経済学者。
専門はケインズ経済学であるが、新古典派ではなくピエロ・スラッファを嚆矢とする現代ケンブリッジ学派に属する。
京都大学経済学部長、総長特別補佐（副学長に相当）、鹿児島国際大学学長を歴任。京都大学名誉教授。2014年瑞宝中綬章受章。

## 学歴
- 1955年3月　鹿児島県立甲南高等学校卒業
- 1960年3月　京都大学経済学部経済学科卒業
- 1962年3月　京都大学大学院経済学研究科修士課程修了
- 1965年3月　京都大学大学院経済学研究科博士課程単位修得退学
- 1986年1月　京都大学経済学博士

## 職歴
- 1965年4月　甲南大学経済学部講師
- 1969年4月　京都大学経済学部助教授
- 1975年9月　ハーバード大学　エンチン研究所　招聘研究員
- 1976年9月　ケンブリッジ大学　政治経済学部　客員研究員
- 1985年4月　京都大学経済学部教授
- 1991年4月　京都大学経済学部長・大学院経済学研究科長
- 1994年5月　京都大学学生部長・留学生センター長
- 1996年4月　京都大学総長特別補佐
- 2000年3月　京都大学定年退職
- 2000年4月　関西大学社会学部教授
- 2003年10月　鹿児島国際大学学長
- 2013年3月　鹿児島国際大学学長退任

## 役職等
- 1996年3月　進化経済学会初代会長
- 2000年4月　京都大学名誉教授
- 2009年10月　日本私立大学協会理事
- 2011年4月　日本私立大学協会常務理事

## 著書
- 『現代多国籍企業の技術選択』（共著、日本貿易振興会、1983年）
- 『マクロエコノミックス』（昭和堂、1986年）

### 訳書
- 『利潤の理論－ミクロとマクロの統合』A. ウッド （共訳、ミネルヴァ書房、1979年）
- 『生産理論－ポスト・ケインジアンの経済学』ルイジ・パシネッティ （菱山泉・山下博・山谷恵俊共訳、東洋経済新報社、1979年）

## 門下生・家族
- 吉田和男 - 京都大学教授
- 脇坂明 - 学習院大学教授
- 高増明 - 関西大学教授
- 市田良彦 - 神戸大学教授
- 池本幸生 - 東京大学教授
- 高橋昭雄 - 東京大学教授
- 長内厚 - 早稲田大学教授
- 瀬地山澪子(故妻) - 元NHKディレクター
- 瀬地山角(子) - 東京大学教授
- 瀬地山葉矢(子) - 日本福祉大学准教授